# Pachycara
Pachycara és un gènere de peixos de la família dels zoàrcids i de l'ordre dels perciformes.

## Taxonomia
- Pachycara alepidotum (Anderson & Mincarone, 2006)
- Pachycara andersoni (Møller, 2003)
- Pachycara arabica (Møller, 2003)
- Pachycara brachycephalum (Pappenheim, 1912)
- Pachycara bulbiceps (Garman, 1899)
- Pachycara cousinsi (Møller & King, 2007)
- Pachycara crassiceps (Roule, 1916)
- Pachycara crossacanthum (Anderson, 1989)
- Pachycara dolichaulus (Anderson, 2006)
- Pachycara garricki (Anderson, 1990)
- Pachycara goni (Anderson, 1991)
- Pachycara gymninium (Anderson & Peden, 1988)
- Pachycara lepinium (Anderson & Peden, 1988)
- Pachycara mesoporum (Anderson, 1989)
- Pachycara microcephalum (Jensen, 1902)
- Pachycara nazca (Anderson & Bluhm, 1997)
- Pachycara pammelas (Anderson, 1989)
- Pachycara priedei (Møller & King, 2007)
- Pachycara rimae (Anderson, 1989)
- Pachycara saldanhai (Biscoito & Almeida, 2004)
- Pachycara shcherbachevi (Anderson, 1989)
- Pachycara sulaki (Anderson, 1989)
- Pachycara suspectum (Garman, 1899)
- Pachycara thermophilum (Geistdoerfer, 1994)[2][3][4][5][6][7]